# Oligodon arnensis
La Kukri común o kukri anillada, oligodon arnesis, es una especie de culebra no venenosa localizada en el Sudeste Asiático.

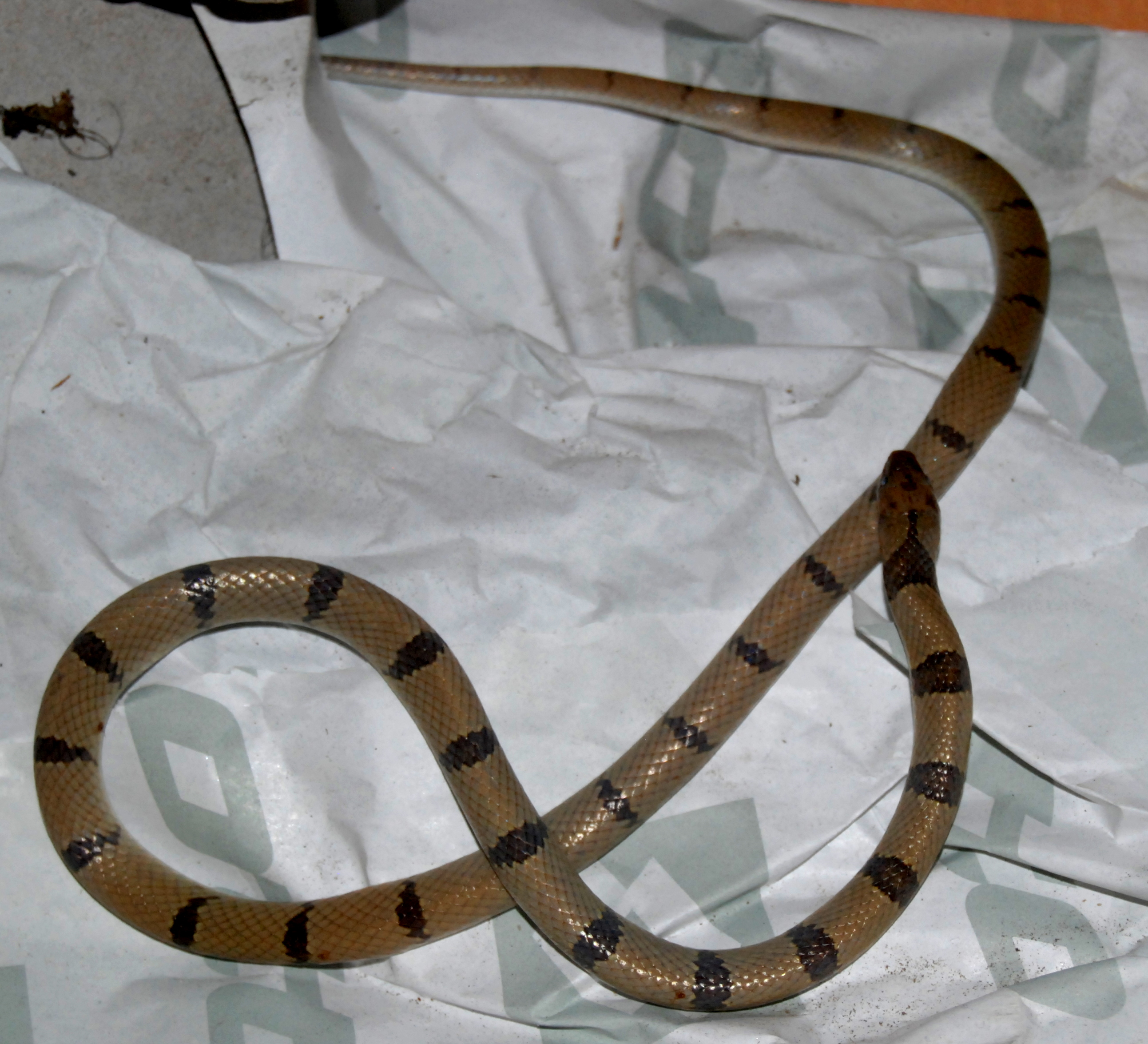

## Descripción
Las escamas nasales se dividen; la porción de los dientes vista desde arriba es tan larga como su distancia desde el frente o un poco más corta; la unión entre las internasales suele ser casi tan larga como la que existe entre los pre frontales. El frontal es tan largo como su distancia desde el extremo del hocico o un poco más corto, y un poco más corto que los parietales. La foseta loreal, si distinta, es más larga de lo que es profunda, y con frecuencia unida al pre frontal. Tiene un pre ocular y dos postoculares; los temporales son 1 + 2; de sus siete labios superiores, la tercera y cuarta entran en el ojo; sus cuatro labios inferiores están en contacto con los escudos anteriores de la barbilla; los escudos posteriores de la barbilla son de la mitad a dos tercios de la longitud de los anteriores. Sus escamas son de 17 filas. Los ventrales están angulados lateralmente y se enumeran de 170-202; la escama anal se divide; las sub-caudales son entre 41 y 59. La serpiente kukri Anillada es marrón pálido o naranja en la parte de arriba, con bandas cruzadas negras bien definidas, que varían en número y en anchura según los individuos, pueden tener un borde blanco; una banda negra angular o transversal se encuentra entre los ojos, con otra detrás, con el vértice en el frontal, y una tercera en la nuca. Su superficie inferior es amarillenta uniforme, raras veces tienen manchas marrón, o con un borde posterior de color marrón en los ventrales.

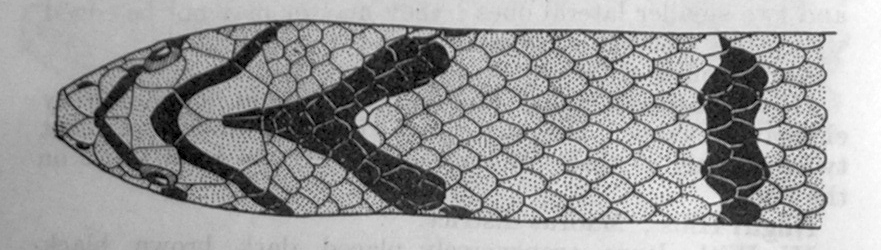

Su longitud total es 24 pulgadas, con una cola de 3.5 pulgadas. (La hembra mide 640 milímetros, Cola 100 milímetros).
Se encuentra en Sri Lanka, India, Pakistán, Afganistán, Bangladés, Birmania, Tailandia y Nepal. Incluso en el Himalaya, donde se ha registrado a una altitud de 1,300 m.

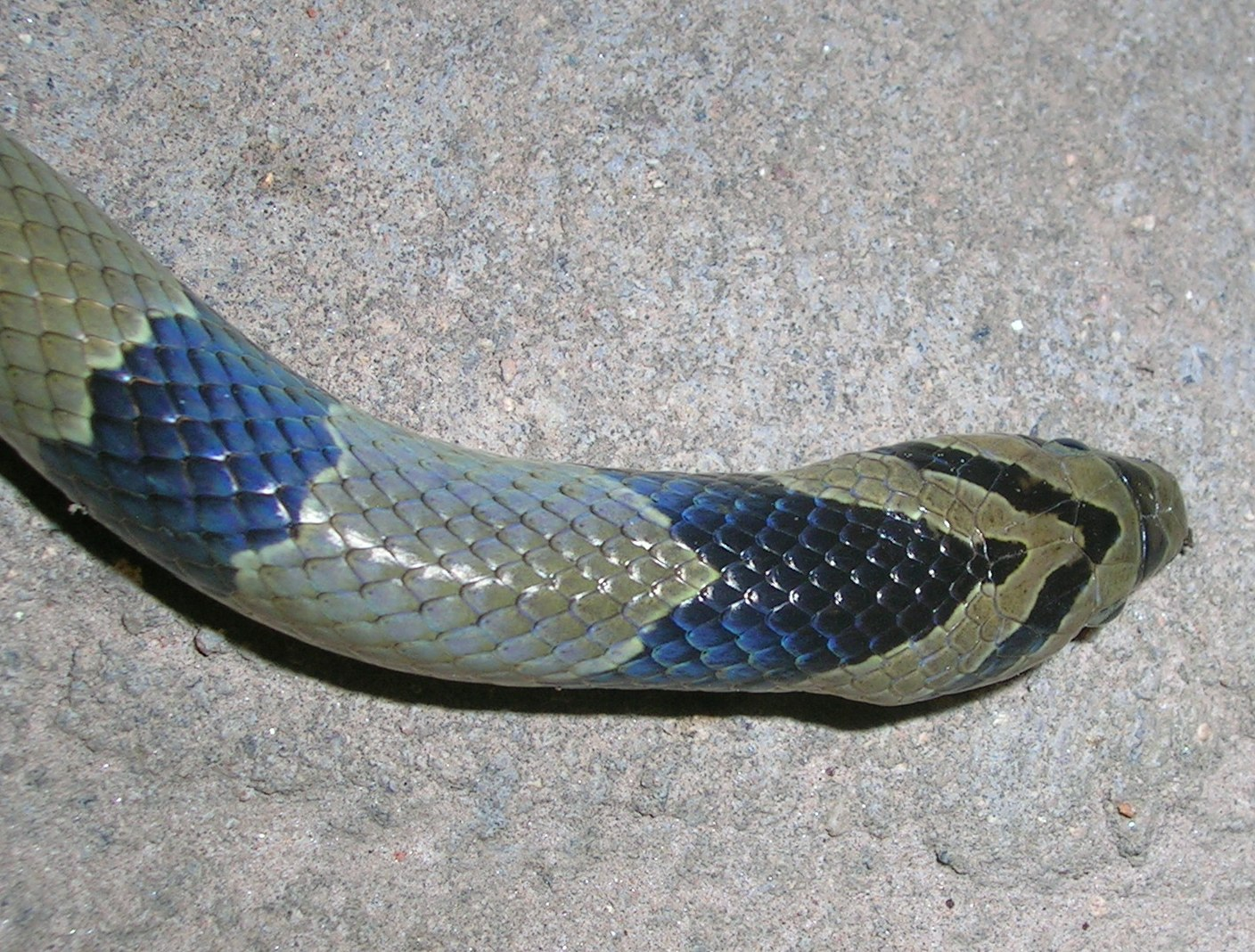